# Fête des morts
Ne doit pas être confondu avec Commémoration de tous les fidèles défunts ou Toussaint.
La fête des morts est un rituel pratiqué dans de nombreuses cultures et religions qui consacre souvent un ou plusieurs jours fériés à la commémoration des défunts. Le Jour des morts est une fête qui existe et subsiste depuis plus de 3 000 ans dans certaines cultures. Durant cette période, le culte des morts est mythifié dans l’allégresse.

## Traditions bouddhistes

### Chine
En Chine, la fête de Qing Ming, Qingmingjie, au début du mois d'avril, est essentiellement consacrée à la visite et au nettoyage des tombes familiales et celles de la famille de leurs familles.
La fête des fantômes, Zhongyuanjie, le 15e jour du septième mois lunaire, est pour sa part consacrée aux « esprits orphelins et fantômes sauvages » auxquels sont offerts des repas réconfortants et des cérémonies pour leur délivrance.

### Népal
Lors de la fête népalaise de Gai Jatra (« fête des vaches »), chaque famille qui a perdu un de ses membres l'année précédente construit un « gai » constitué de branches de bambou, de décorations en papier, de vêtements et de portraits du défunt.

### Corée
Lors de Chuseok, la fête des récoltes, le quinzième jour du huitième mois du calendrier lunaire coréen, les familles retournent sur la terre de leurs ancêtres et célèbrent une messe anniversaire en leur honneur.

## Traditions chrétiennes catholiques

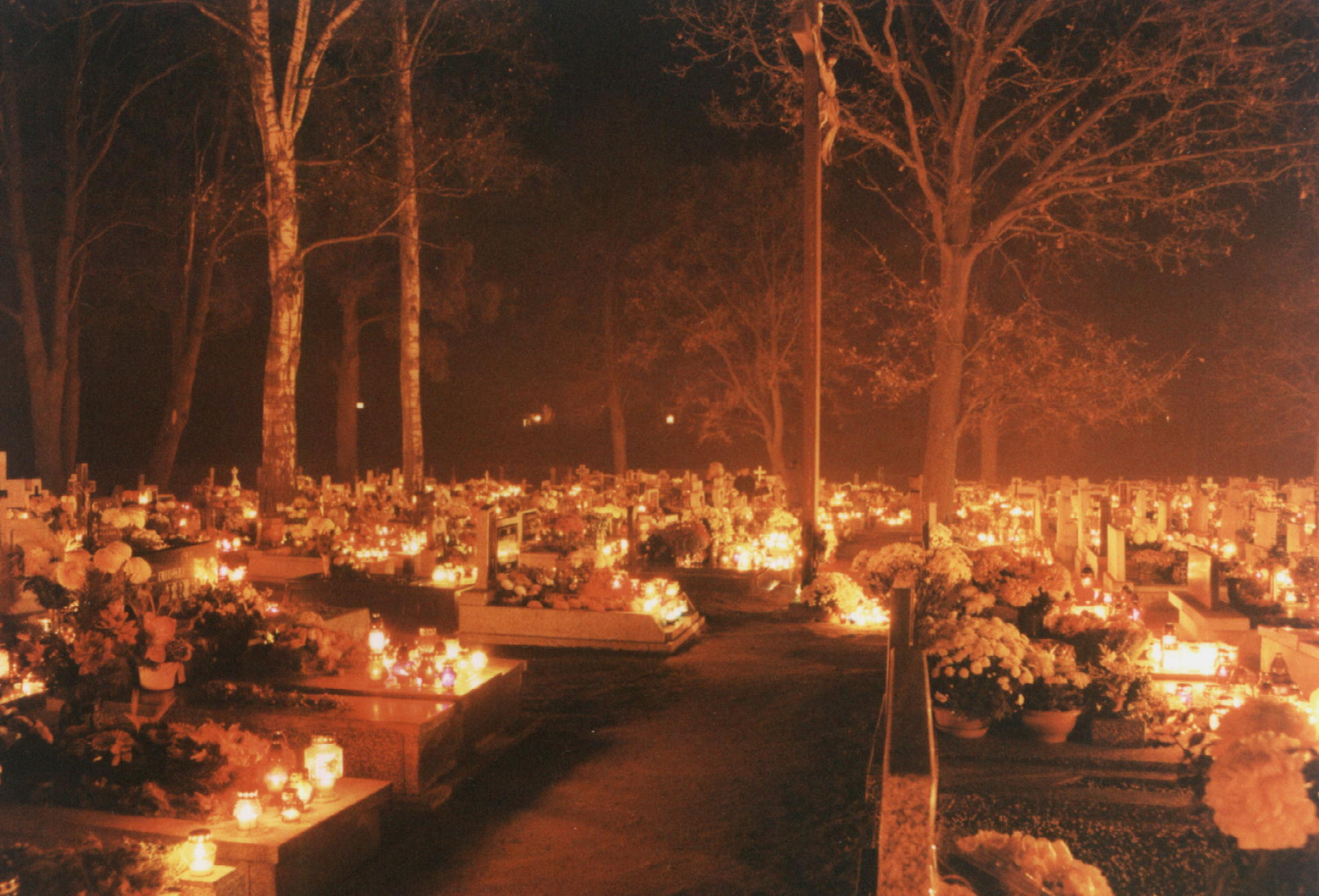
Cimetière en Pologne, lors de la Toussaint.

Pour l'Église catholique romaine, le 2 novembre correspond à la Commémoration de tous les fidèles défunts, célébration des morts par des messes, en particulier pour les défunts de l'année écoulée. La messe a une valeur de purification des péchés véniels pour atteindre la vision béatifique. Cette fête a une origine monastique ; elle a été célébrée pour la première fois à l'abbaye de Cluny, sous l'abbatiat d'Odilon (994-1049) qui l'institua. Ce jour est traditionnellement consacré à une visite familiale au cimetière et à l'entretien des tombes.

### En Europe
En Belgique, en France ou encore au Luxembourg, ce jour est le 2 novembre dans les faits, mais il n'est pas un jour férié, alors que le 1er novembre (jour de la Toussaint) en est un. C'est donc plutôt le 1er novembre que les proches des défunts se recueillent, d'où une confusion fréquente entre la Toussaint et la Commémoration de tous les fidèles défunts. Il est courant de fleurir la tombe avec un pot de chrysanthèmes, la fleur la plus achetée ce jour-là.